# Pilatus (berg)
Pilatus is een berg met een hoogte van ruim 2128 meter boven zeeniveau in centraal Zwitserland en is gelegen aan het Vierwoudstrekenmeer in de buurt van de stad Luzern. De berg is een geliefde bestemming voor toeristen. Het hoogste punt wordt de Tomlishorn genoemd.
Er zijn militaire installaties bij de bergtop voor het monitoren van het luchtverkeer, waaronder het luchtruimbewakings- en operationele controlesysteem FLORAKO (Florida Radar Replacement Radar Air Situational System Communication System) van de Zwitserse luchtmacht.

## Bereikbaarheid Pilatus
De Pilatus is, naast een wandeling vanuit het dal, op verschillende manieren te bestijgen:
- Vanuit Luzern is de berg, na een overstap in Frakmüntegg, met 2 aansluitende kabelbanen te bereiken: Kriens- Krienseregg - Fräkmüntegg en Fräkmüntegg - Pilatus
- Met de Pilatusbahn, de steilste tandradbaan ter wereld: deze voert met een maximaal stijgingspercentage van 48% vanuit Alpnachstad naar de top van de berg.

## Pontius Pilatus
Volgens de overlevering is de naam afgeleid van Pontius Pilatus, die hier bij het Oberalpmeer, op de berg, zijn laatste rust heeft gevonden. Overal waar men zijn lijk wilde begraven, werden ze gestoord door stormen. Daarom werd hij ergens begraven waar sowieso altijd onweer heerste. Op elke Goede Vrijdag stijgt de toenmalige stadhouder van Judea uit zijn graf om recht te spreken. Tot in de 16e eeuw heeft de stadraad het beklimmen van de berg verboden, omdat het storen van Pilatus zou kunnen leiden tot het ontstaan van onweer.

## Afbeeldingen

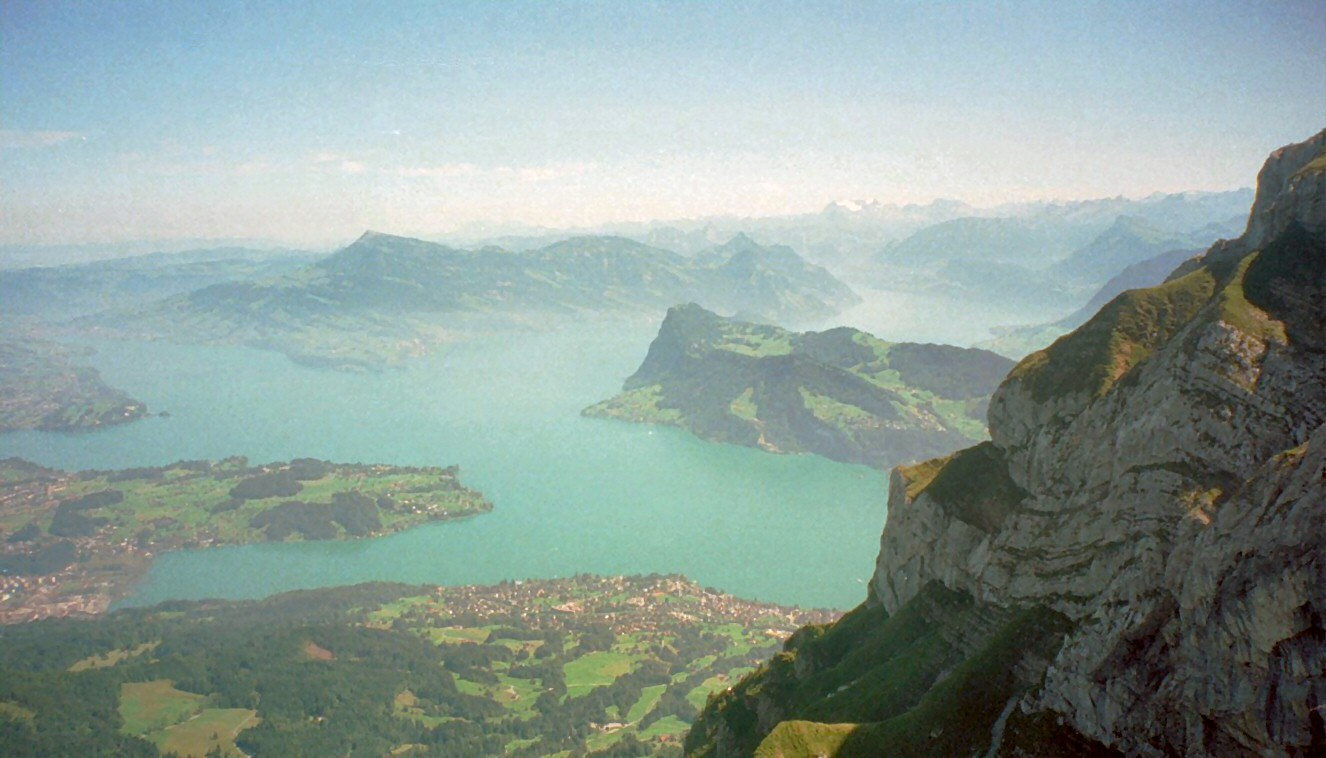
Uitzicht over het Vierwoudstrekenmeer vanaf de Pilatus
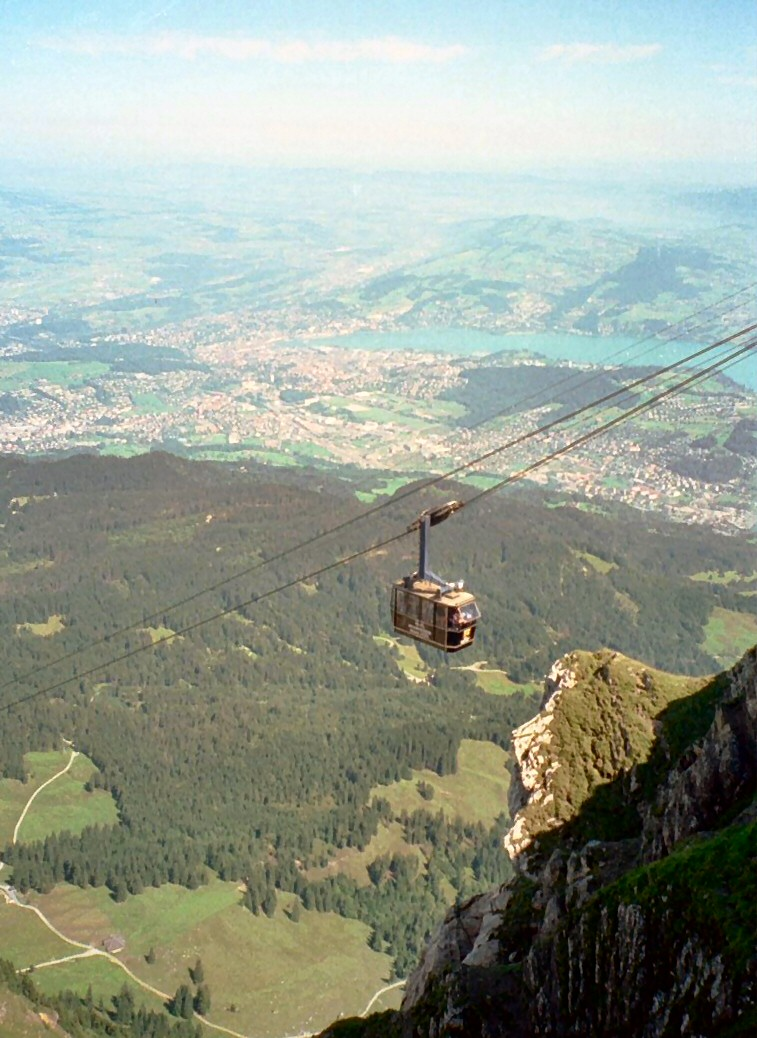
Kabelbaan op de berg Pilatus
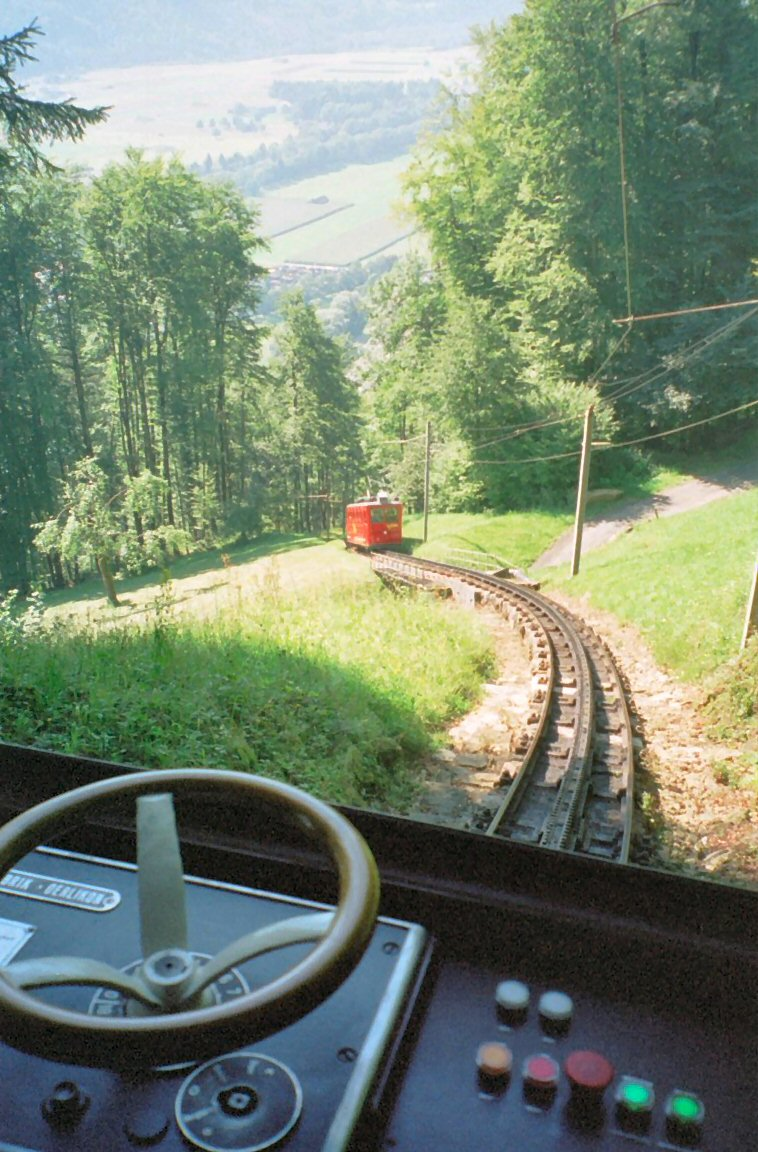
Pilatusbahn, tandradbaan op de berg Pilatus
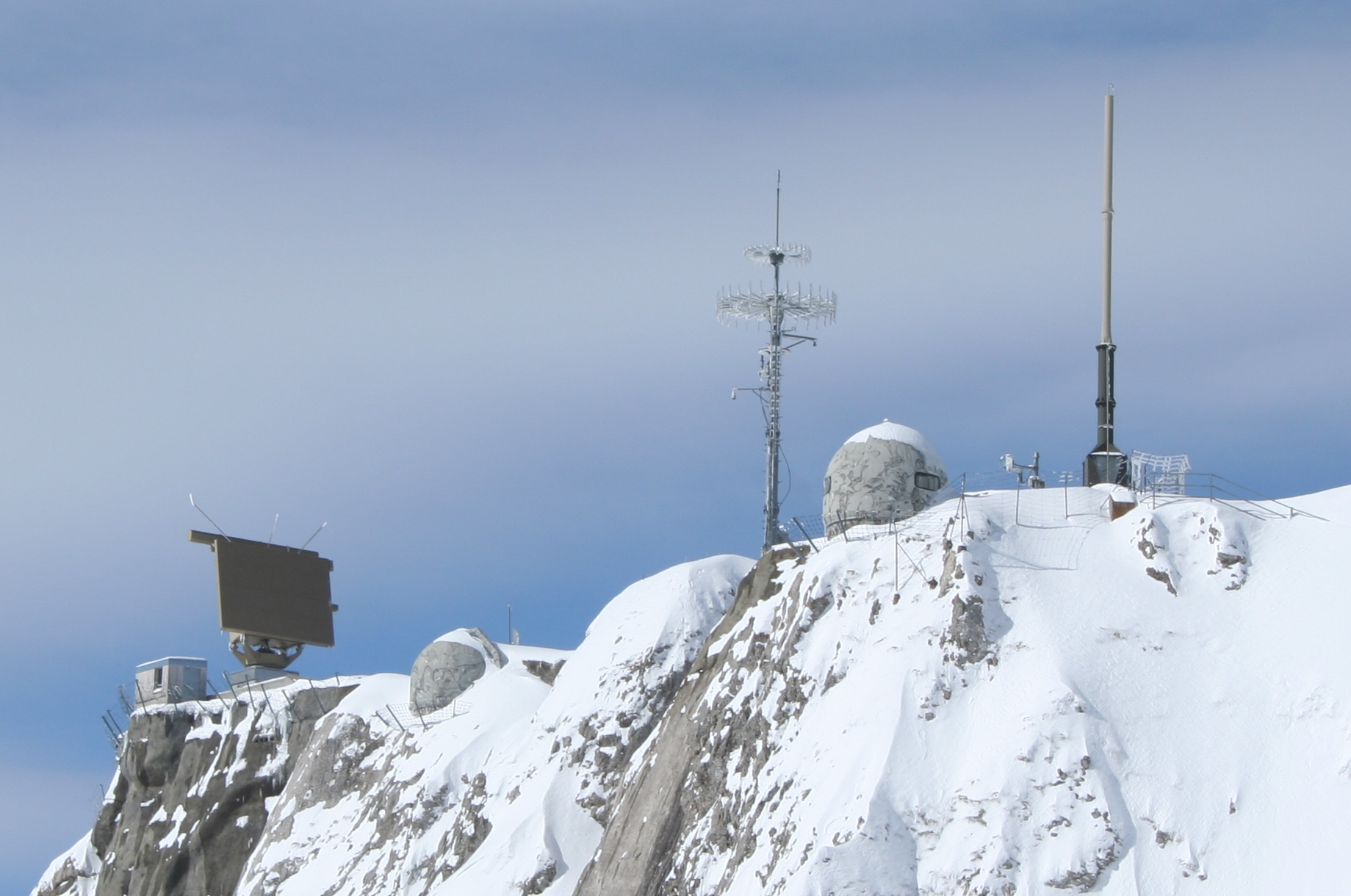
FLORAKO radars op de top van de Pilatus in de winter